# Campagna di Ambela
La campagna di Ambela (Umbeyla, Umbeylah o Ambeyla) del 1863 fu una delle molte spedizioni britanniche nell'area di confine tra l'Emirato dell'Afghanistan e la Provincia del Punjab, corrispondente a quella che nel 1901 fu chiamata Provincia della frontiera nord-occidentale (attuale Khyber Pakhtunkhwa). La campagna fu rivolta contro i "fanatici indostani" che si erano stabiliti nella città di Malka, nello Swat.
I pashtun erano sempre stati una spina nel fianco per i britannici, che avevano invitato numerose spedizioni per sottometterli. Nelle precedenti occasioni le tribù pashtun erano sempre riuscite a fuggire sulle colline. Nel 1858, una spedizione guidata da sir Sydney Cotton era riuscita a scacciarli dalla loro base.
Nel 1863 i pashtun si erano raggruppati intorno all'avamposto montano di Malka e una spedizione guidata da Neville Bowles Chamberlain fu inviata a distruggerlo. I britannici furono presto fermati e attaccati da una forza numericamente superiore delle tribù swati, bunerwal e di altre tribù indostane. I rinforzi inviati dal comandante in capo locale riuscirono a superare il passo, ricevettero la resa dei bunerwal e riuscirono a prendere e a bruciare Malka. La spedizione causò 1000 vittime fra i britannici e un numero imprecisato di vittime indiane.

## La spedizione
Il vicegovernatore del Punjab, senza consultare il comandante in capo della Forza di Frontiera, autorizzò una spedizione composta da 6000 uomini, al comando del generale di brigata Neville Bowles Chamberlain, con l'obiettivo di distruggere Malka. Chamberlain scelse la valle di Chamla come base operativa e il passo di Ambela come percorso per raggiungere Malka. Chamberlain fece questa scalta convinto che la trbù bunerwal avesse un atteggiamento amichevole nei confronti dei britannici. Questa si rivelò una falsa impressione, poiché i pashtun avevano convinto i bunerwal che i britannici avrebbero annesso le loro terre se non fossero riusciti a difendersi.
La prima colonna britannica raggiunse il passo di Ambela il 20 ottobre 1863, dopo aver affrontato un terreno accidentato. La rertoguardia della colonna impiegò altri due giorni per raggiungere la base. Il 22 ottobre una forza di ricognizione fu attaccata dai bunerwal. Di conseguenza, Chamberlain fortificò la sua posizione nel passo sfruttando due affioramenti rocciosi, Eagle's Nest e Crag Piquet, i quali potevano però contenere solo un piccolo numero di uomini. Le tribù locali avevano raggruppato una forza di circa 15000 uomini, composta da swati, bunerwal e altre tribù indostane. I due affioramenti rocciosi furono teatro di feroci combattimenti. Il 30 ottobre Crag Piquet fu teatro di scontri corpo a corpo che videro l'assegnazione di due Victoria Cross, una a George Fosbery e una a Henry Pitcher. Nelle quattro settimane successive, Crag Piquet cadde tre volte in mano ai pashtun, ma ogni volta fu riconquistata dalle forze britanniche. Il 20 novembre Chamberlain fu gravemente ferito. I rinforzi furono gradualmente arruolati su ordine del comandante in capo sir Hugh Rose, che il 6 dicembre sostituì Chamberlain con il maggior generale John Garvock.
Garvock, al comando di 4800 uomini supportati dall'11º reggimento di cavalleria del colonnello Dighton Probyn (anch'egli decorato con la Victoria Cross), condusse un attacco su due colonne e riuscì ad superare il passo. Il 17 dicembre i bunerwal si arresero a Garvock, che inviò un gruppo di soldati a bruciare Malka. I britannici avevano ristabilito la pace, ma al costo di 1000 vittime.

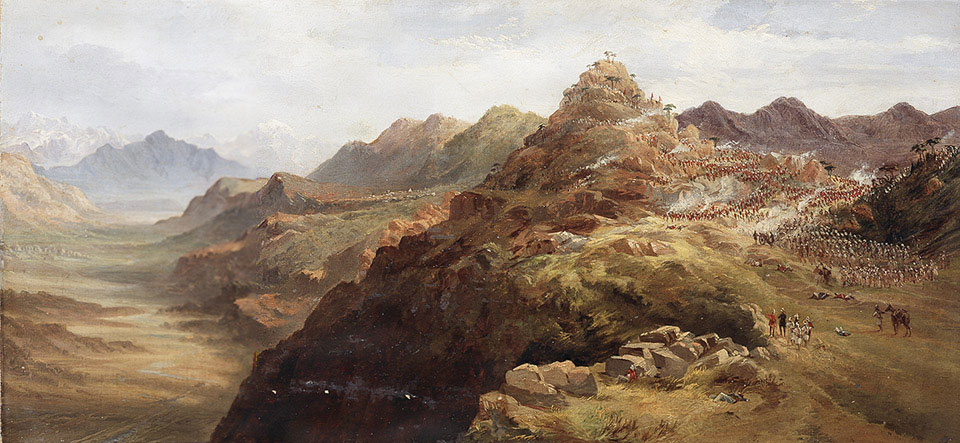
Raffigurazione olio su tela della guerra di Ambella tra gli afghani Yusufzai e l'esercito indiano britannico nel 1863